# Gigi (film, 1958)
Pour les articles homonymes, voir Gigi.
Pour plus de détails, voir Fiche technique et Distribution.
Gigi est un film musical américain réalisé par Vincente Minnelli, avec Maurice Chevalier, Leslie Caron et Louis Jourdan. Le tournage eut lieu à Los Angeles et à Paris. Le film fut présenté en avant-première en mai 1958 au Festival de Cannes et à New York, puis sortit aux États-Unis et à travers le monde.
Il reçut de nombreux prix, dont neuf Oscars et trois Golden Globes. C'est une adaptation de la nouvelle Gigi (1944), écrite par l'écrivaine Colette.

## Synopsis
À Paris, à la Belle Époque (fiacres, premières automobiles) -Colette dans sa nouvelle précise 1899-, l'éducation de la jeune Gigi (Leslie Caron), dont la mère célibataire est accaparée par son travail de cantatrice à l'Opéra-Comique (qu'on ne voit jamais, mais on entend ses vocalises), est confiée à sa grand-mère Mamita (Hermione Gingold) -Mme Alvarez-, et à sa tante Alicia (Isabel Jeans), deux sœurs déjà âgées, qui s'avèrent être d'anciennes demi-mondaines ou cocottes, condition attribuée dans ce film -contrairement à la nouvelle- surtout à Alicia (à cette époque sans divorces et aux mariages encore souvent de raison et patrimoniaux, ces femmes, les demi-mondaines -une quasi institution au 19e siècle-, étaient les maîtresses, souvent volages ou vite délaissées, d'hommes fortunés, qui les entretenaient, parfois à grands frais). Alicia, plus riche que sa sœur Mamita, car elle a vécu très richement entretenue jadis, par plusieurs célèbres amants, concocte pour Gigi une vie galante semblable à celle qu'elle a connue. Gigi est une jeune fille de 15 ans, innocente mais délurée, fort intéressée par le beau monde et attentive aux ragots de la presse mondaine. Ses plus grandes joies sont des plaisirs simples comme les moments partagés à bavarder avec l'élégant, fort policé, et oisif jeune Gaston Lachaille (Louis Jourdan), richissime héritier d'une famille d'industriels du sucre, séducteur réputé et célébrité mondaine, qui vient pourtant régulièrement visiter l'humble famille Alvarez, fuyant ainsi un instant sa vie publique frivole -on découvrira que Mme Alarez fut jadis la maîtresse de l'oncle de Gaston (dans la nouvelle de Colette se serait le père de Gaston)-. Gaston est souvent aperçu en compagnie de ce riche oncle et mentor Honoré Lachaille (Maurice Chevalier), amateur de femmes et grande figure de la vie mondaine parisienne comme son neveu -un personnage majeur du film, qui n'existe pas dans la nouvelle de Colette, et un rôle principal, établi sur mesure pour un Maurice Chevalier vieillissant-. Sans qu'il le réalise encore, Gaston est amoureux de la toute jeune Gigi qui, de son côté, finit par tomber amoureuse de Gaston. Mais que peut espérer la fille d'une chanteuse et la petite-fille et petite-nièce de demi-mondaines ? Après avoir refusé l'offre de Gaston de lui "assurer un avenir", rebutée par la perspective d'une vie de maîtresse éphémère et probable future "demi-mondaine", au grand dam de sa tante et de sa grand-mère, Gigi s'apprête néanmoins, à contrecœur, à accepter finalement de devenir la maîtresse de Gaston, pour pouvoir vivre pleinement cet amour. Gaston se rend compte alors soudain de la profondeur de ses propres sentiments, de l'innocence de Gigi et du sacrifice de celle-ci. Et il vient alors demander, en bonne et due forme, la main de Gigi à sa grand-mère.

## Fiche technique
- Titre original : Gigi

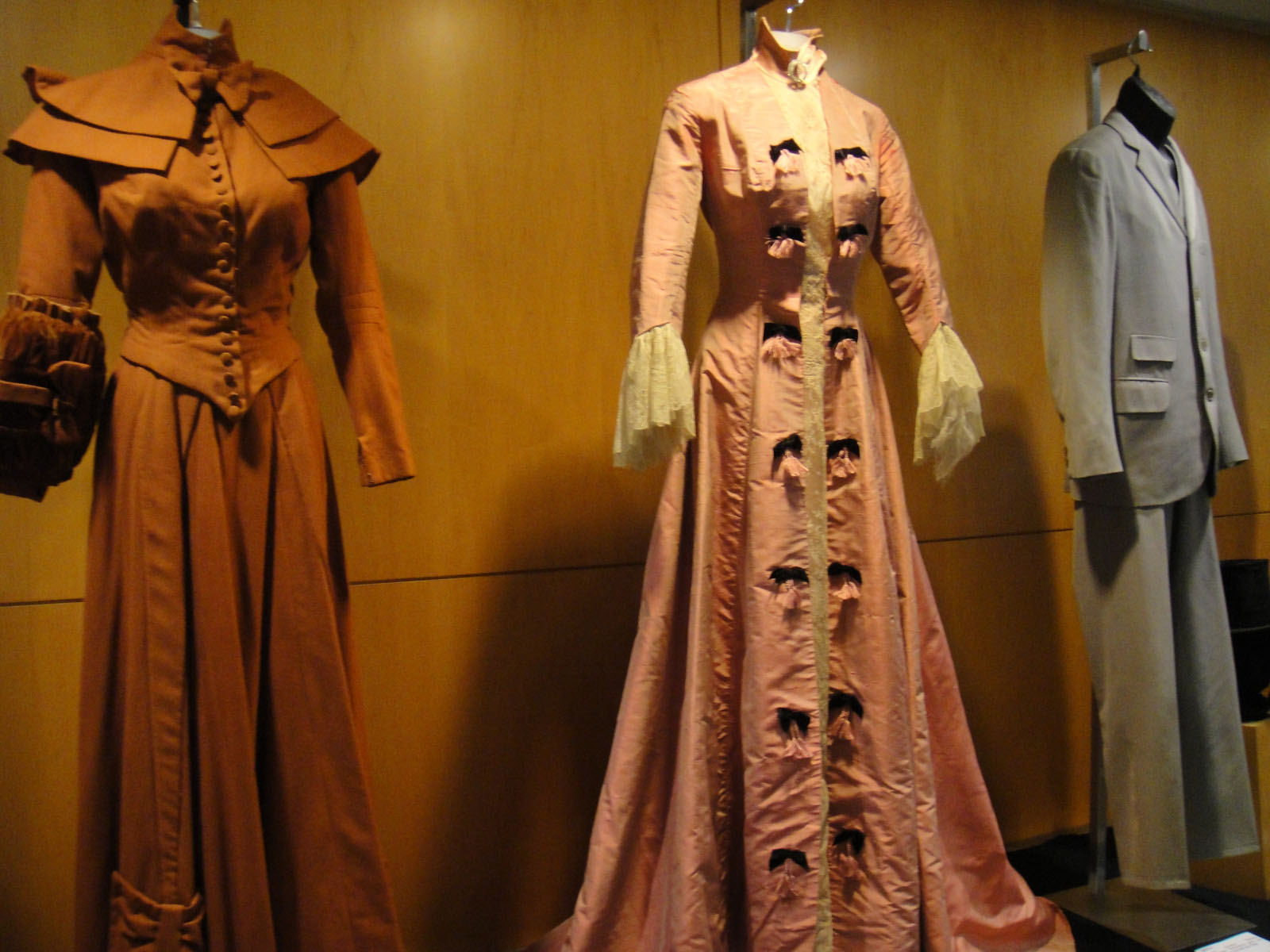
Costumes conçus par Cecil Beaton pour le film, exposés à la vente aux enchères effectuée par Debbie Reynolds à Los Angeles en 2011.

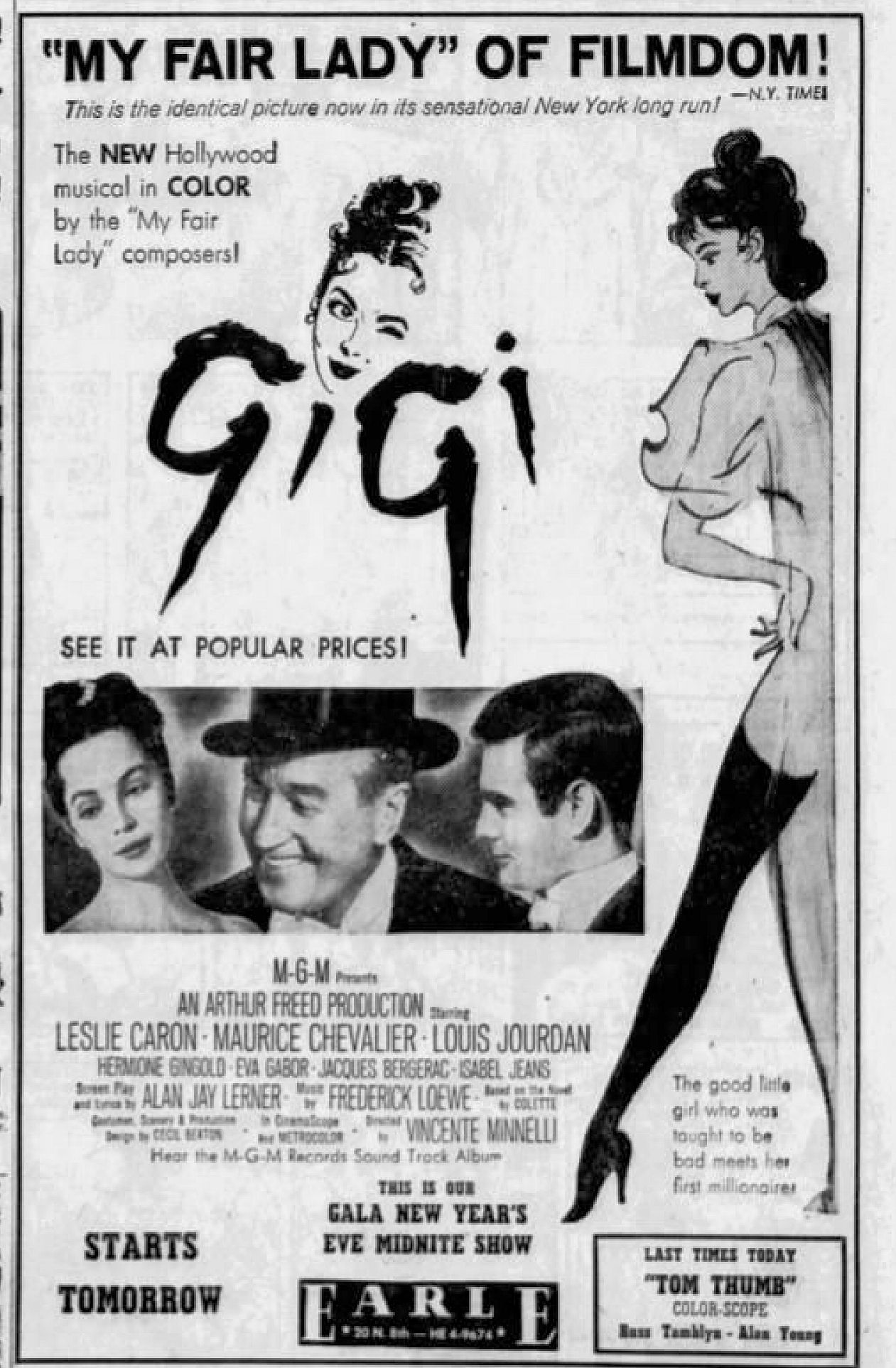
Publicité pour le film parue le 30 décembre 1958 dans le journal The Morning Call d'Allentown (Pennsylvanie).

- Réalisation : Vincente Minnelli, assisté de Noël Howard et Michel Wyn (non crédité)
- Scénario : Alan Jay Lerner, d'après la pièce d'Anita Loos, d'après le roman de Colette
- Dialogues : Alan Jay Lerner
- Direction artistique : E. Preston Ames, William A. Horning
- Décors et costumes : Cecil Beaton
- Photographie : Joseph Ruttenberg, Ray June (non crédité)
- Son : Wesley C. Miller
- Montage : Adrienne Fazan
- Supervision montage : Margaret Booth (non créditée)
- Musique : Frederick Loewe
- Lyrics : Alan Jay Lerner
- Direction musicale : André Previn
- Arrangements : Conrad Salinger
- Producteur : Arthur Freed
- Sociétés de production : MGM (États-Unis), Arthur Freed Production (États-Unis)
- Sociétés de distribution : MGM (Allemagne, Argentine, États-Unis, Finlande, Japon), Cinéma Mac Mahon (France)
- Pays d'origine :  États-Unis
- Langue originale : anglais
- Format : 35 mm — couleur par Metrocolor — 2.35:1 CinemaScope :
  - version monophonique
  - version 4 pistes stéréo (Perspecta Stereo)
- Genre : film musical et comédie romantique
- Durée : 119 minutes
- Dates de sortie :
  - France Mai 1958 (Festival de Cannes), 4 février 1959 dans les salles
  - États-Unis 15 mai 1958
- (fr) Classifications CNC : tous publics, Art et Essai (visa d'exploitation no 21028 délivré le 10 juin 1958)
- Affiche : Raymond Elseviers (Belgique)

## Distribution

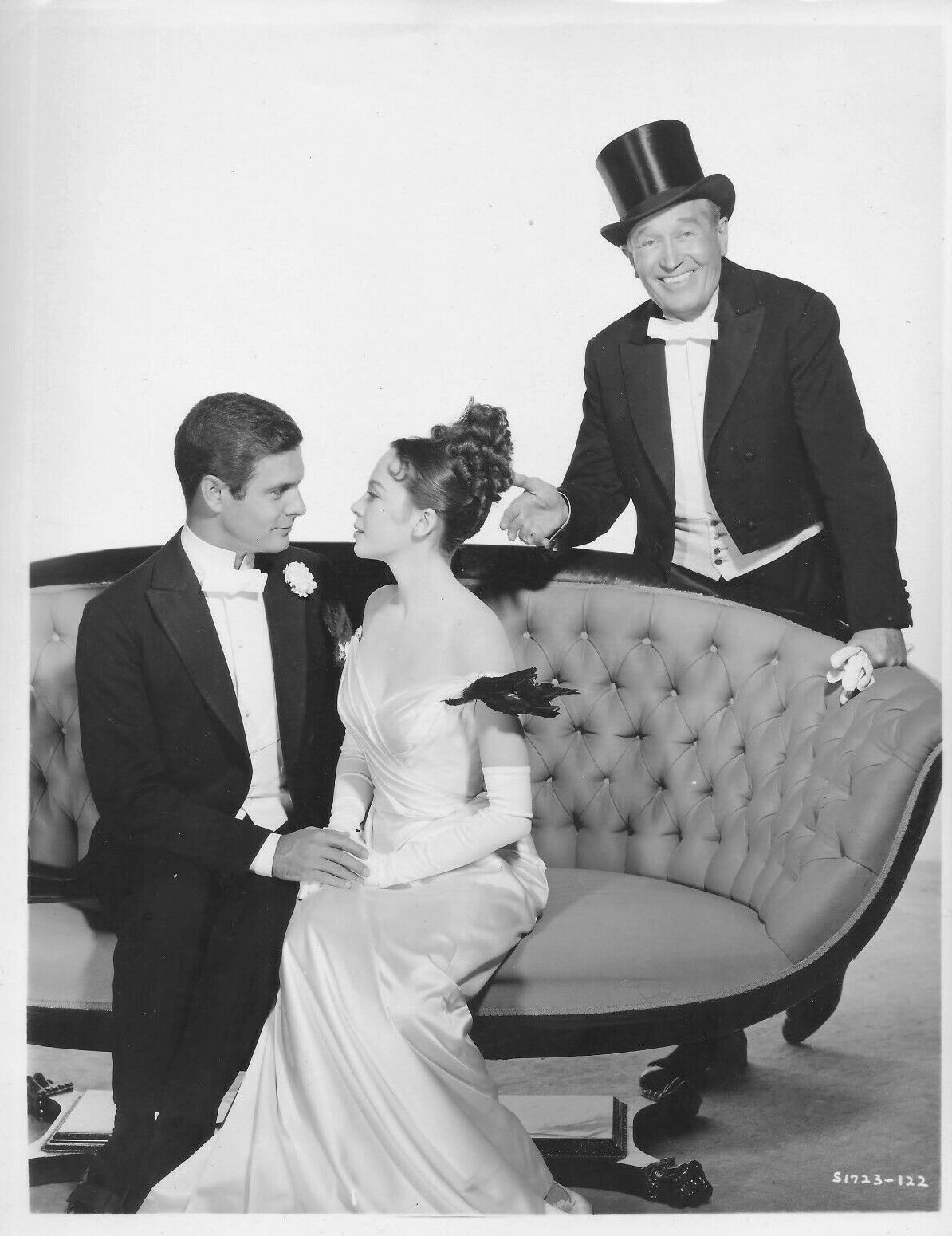
Louis Jourdan, Leslie Caron et Maurice Chevalier, photo promotionnelle du film.

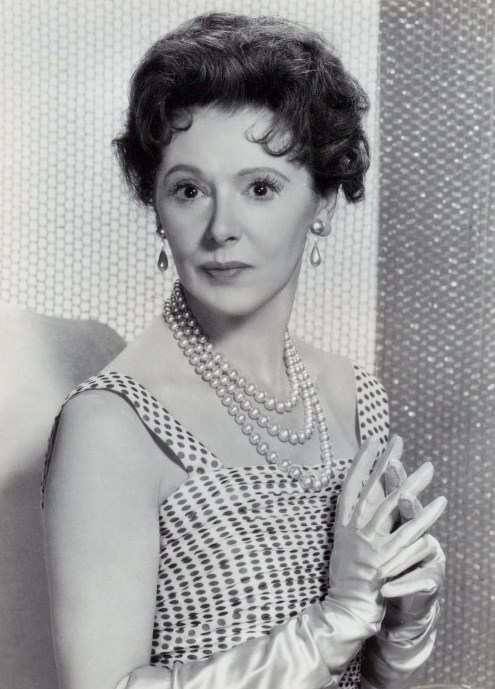
Isabel Jeans (tante Alicia), photo promotionnelle 1958.

- Leslie Caron[2] (VF : Micheline Cevennes) : Gigi
- Betty Wand (VF : Micheline Cevennes) : voix chantée de Gigi
- Maurice Chevalier (VF : Lui même) : Honoré Lachaille
- Louis Jourdan (VF : Jean-Louis Jemma) : Gaston Lachaille
- Hermione Gingold : Mme Alvarez (Mamita)
- Eva Gabor (VF : Paule Emanuele) : Liane d'Exelmans
- Isabel Jeans : la tante Alicia
- Jacques Bergerac : Sandomir
- John Abbott : Manuel
- Lydia Stevens : Simone
- Edwin Jerome : Charles, le maître d'hôtel
- Marie-Hélène Arnaud
- Cecil Beaton
- Jacques Ciron
- Hubert de Lapparent
- Corinne Marchand : une dame chez Maxim's
- Maurice Marsac : le prince Berensky (non crédité)
- Anne-Marie Mersen
- Bernard Musson
- Nicole Régnault
- Michel Thomass
- François Valorbe
- Monique Van Vooren

Centrer|

## Production

### Tournage

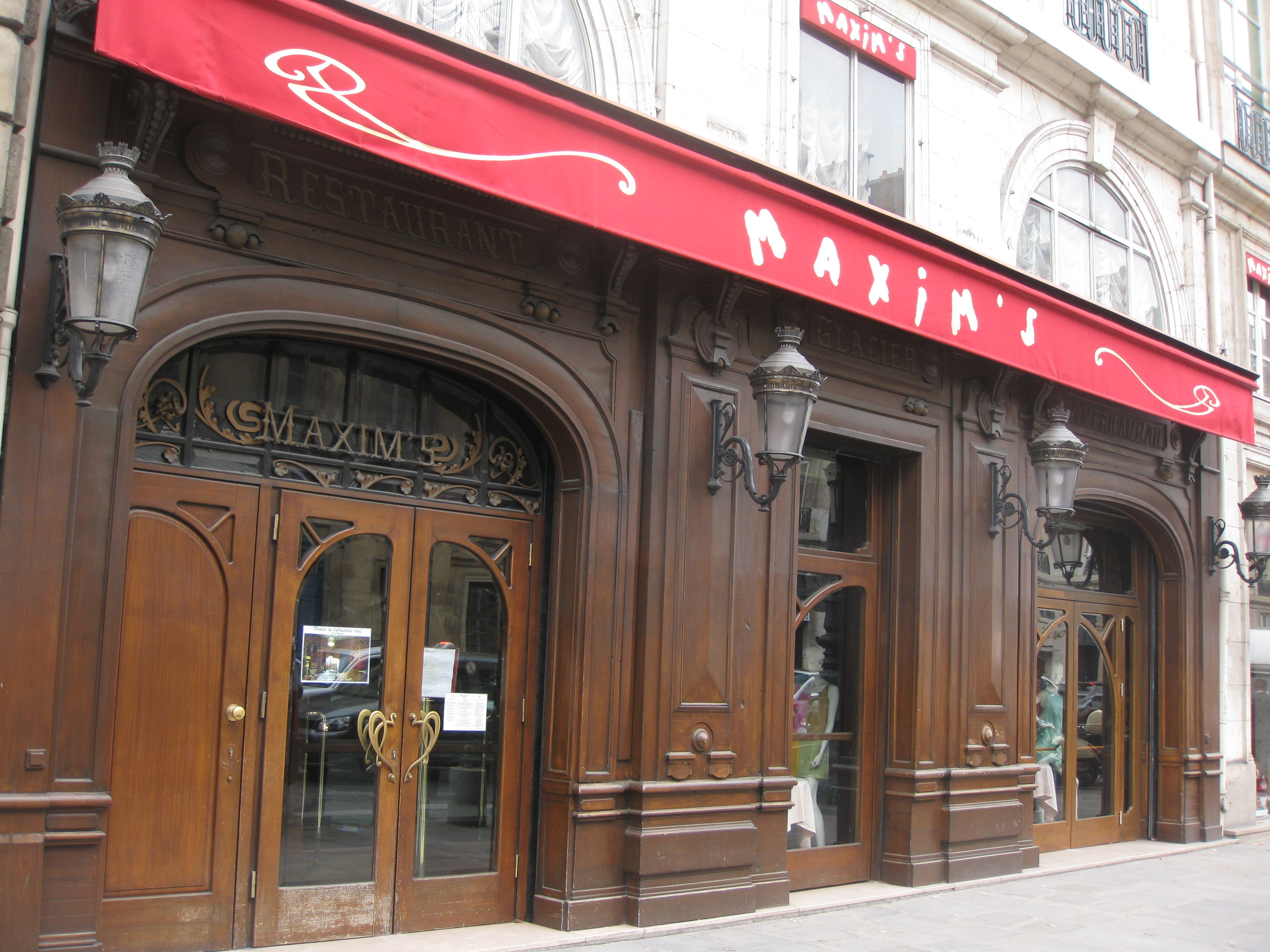
Restaurant Maxim's (8e arr.).
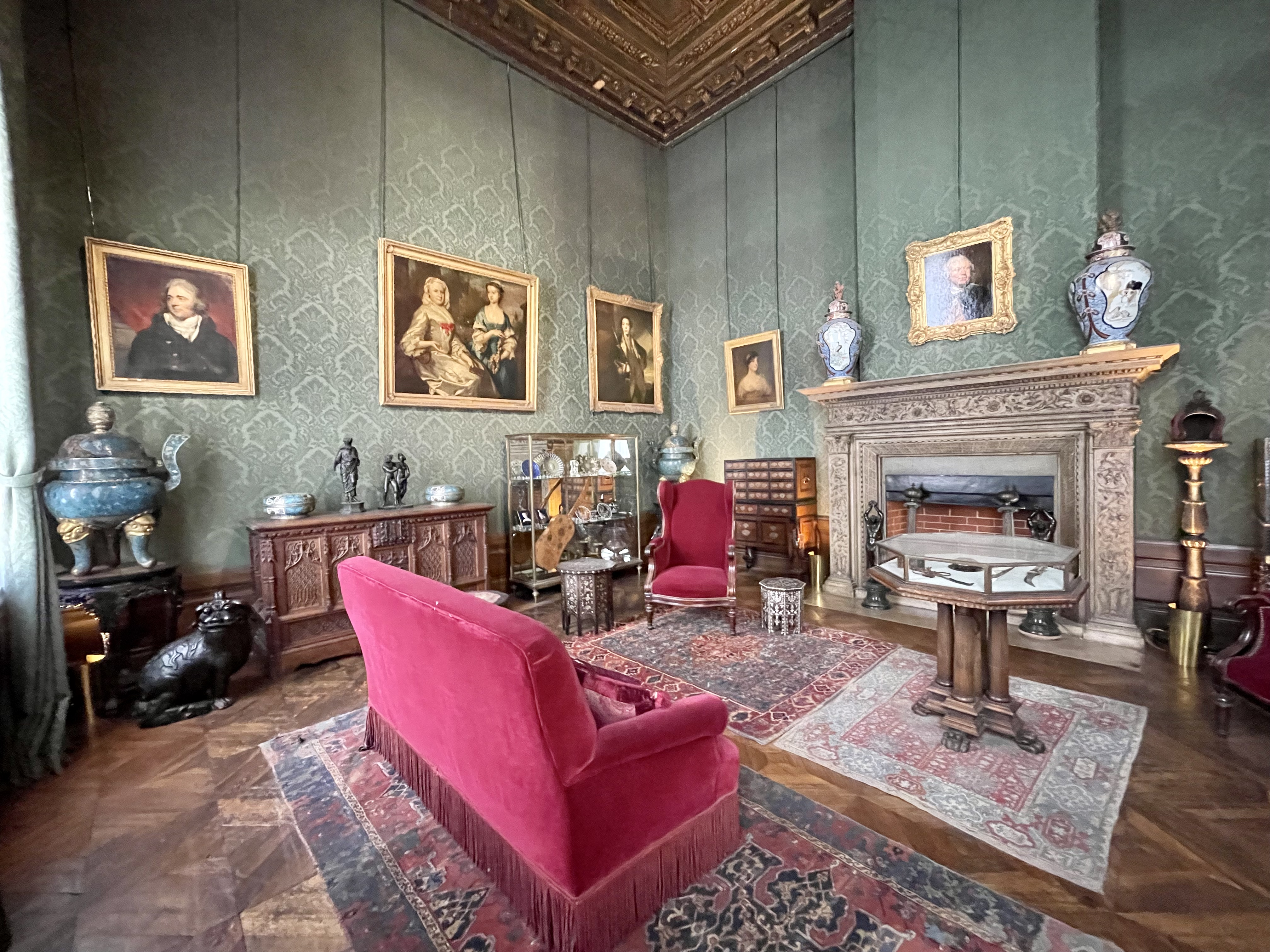
Musée Jacquemart-André, « l'appartement de Gaston Lachaille » dans le film (8e arr.).
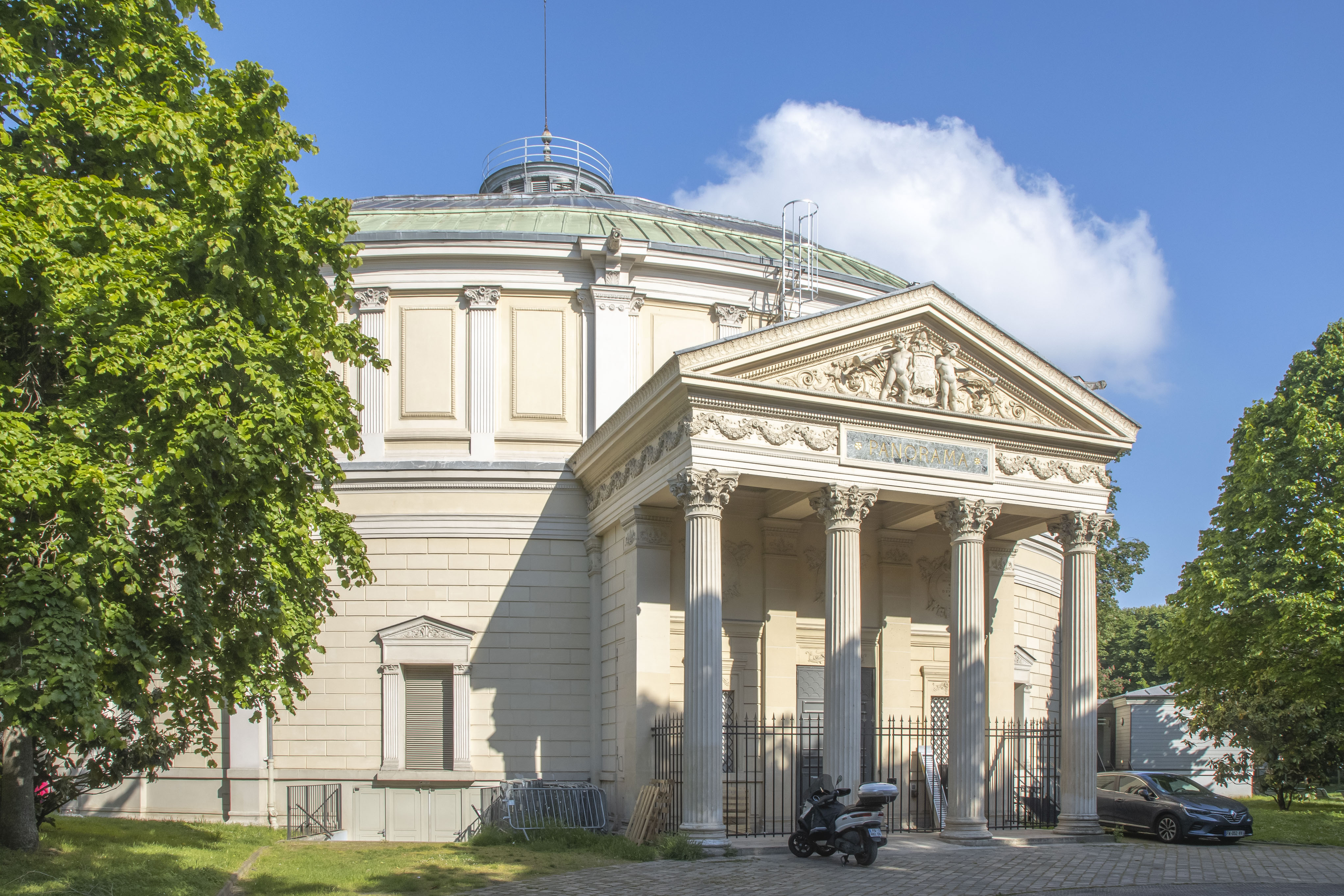
Ancien Palais des Glaces (8e arr.).
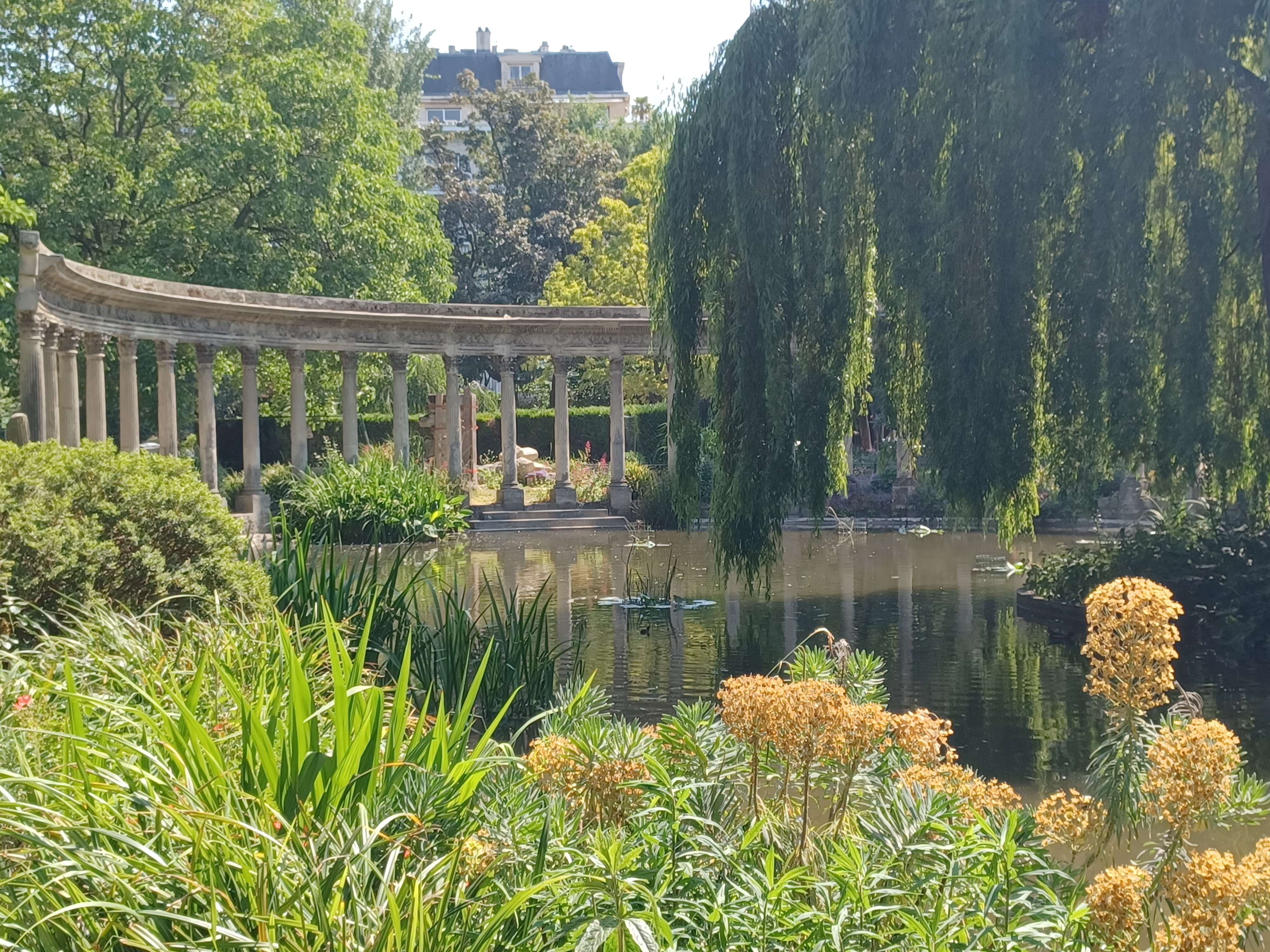
Parc Monceau (8e arr.).

Ce film américain fut une des toutes premières comédies musicales tournée en extérieurs, en particulier à Paris.
- Périodes de prises de vue : mi-juillet à fin octobre 1957 et 10 février au 20 février 1958.
- Intérieurs : Metro-Goldwyn-Mayer Studios de Culver City (Californie).
- Extérieurs :
  - Paris : Tuileries (1er arr.), Jardin du Luxembourg, Place de Furstemberg (6e arr.), Pont Alexandre-III, Place du Palais-Bourbon, Tour Eiffel-Champ de Mars (7e), Parc Monceau, Musée Jacquemart-André[3], Maxim's-Rue Royale, ancien Palais des Glaces de Paris (8e arr.), Bois de Boulogne (16e arr.) ;
  - Montfort-l'Amaury (Auberge de la Moutière) ;
  - Los Angeles : Hollywood (scène sur la terrasse pour la chanson I Remember It Well), Venice Beach (scène de plage à « Trouville »).

Sites de tournage à Paris
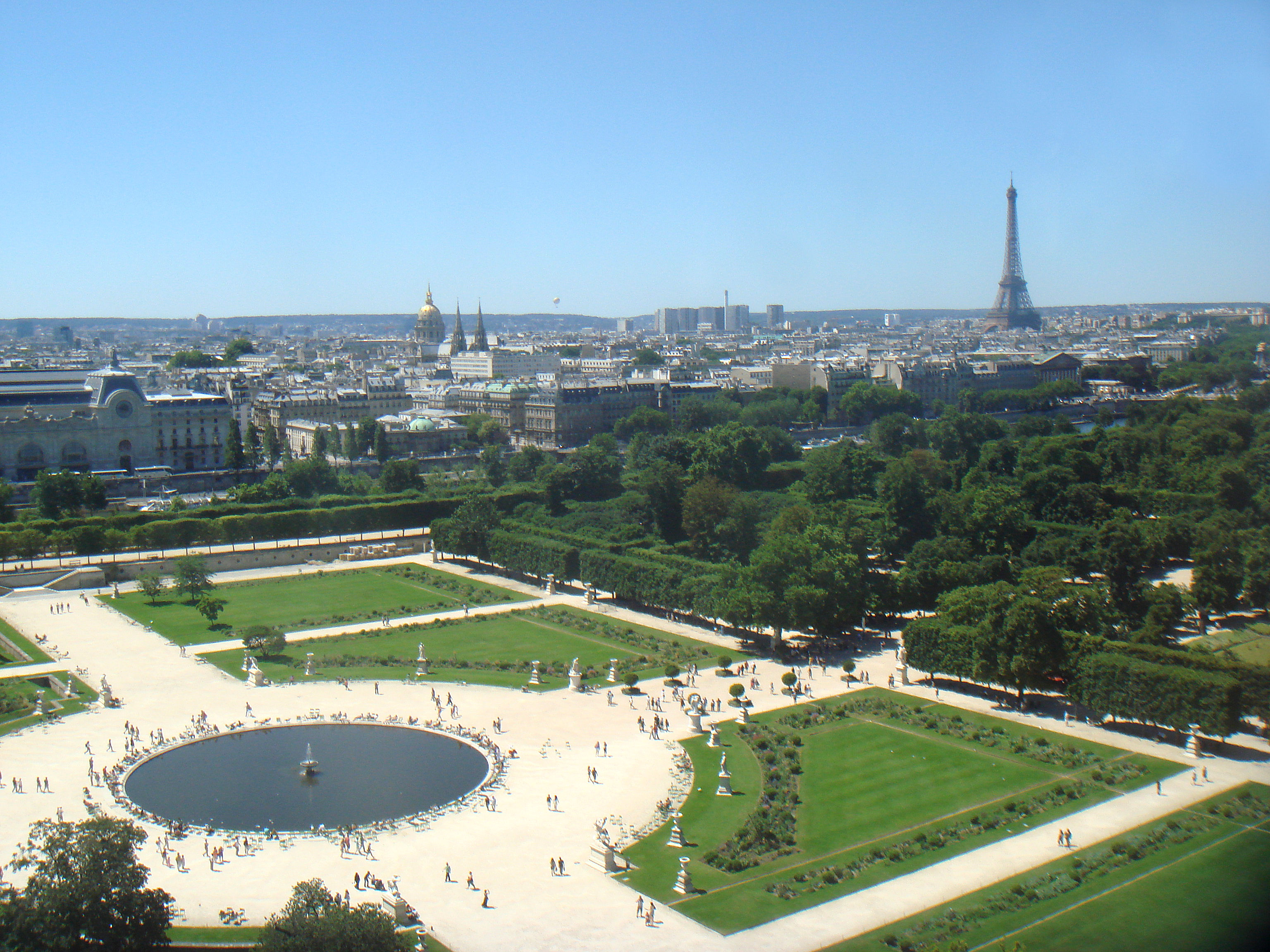
Panorama : Jardin des Tuileries et Tour Eiffel en arrière-plan.
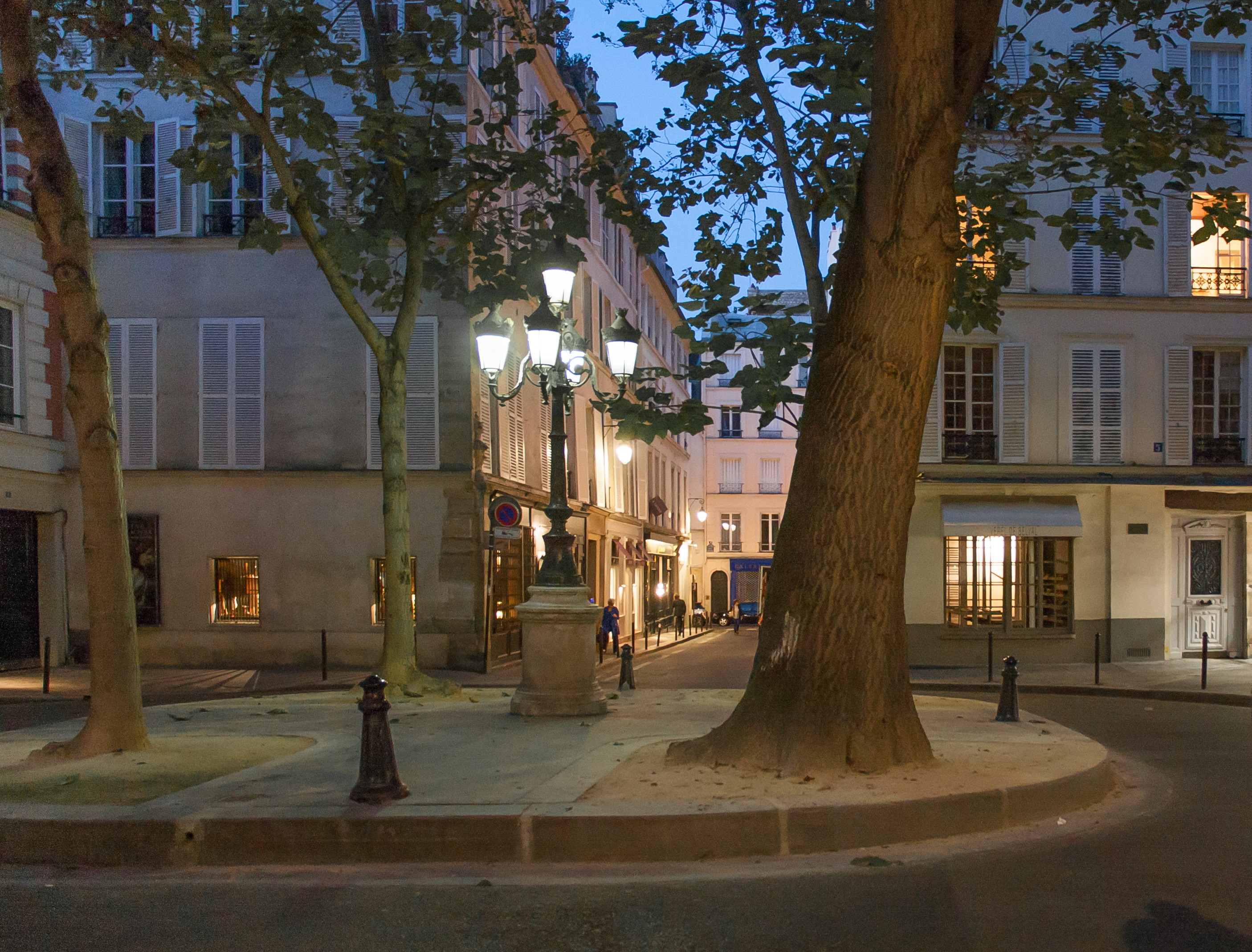
Place de Furstemberg (6e arr.).
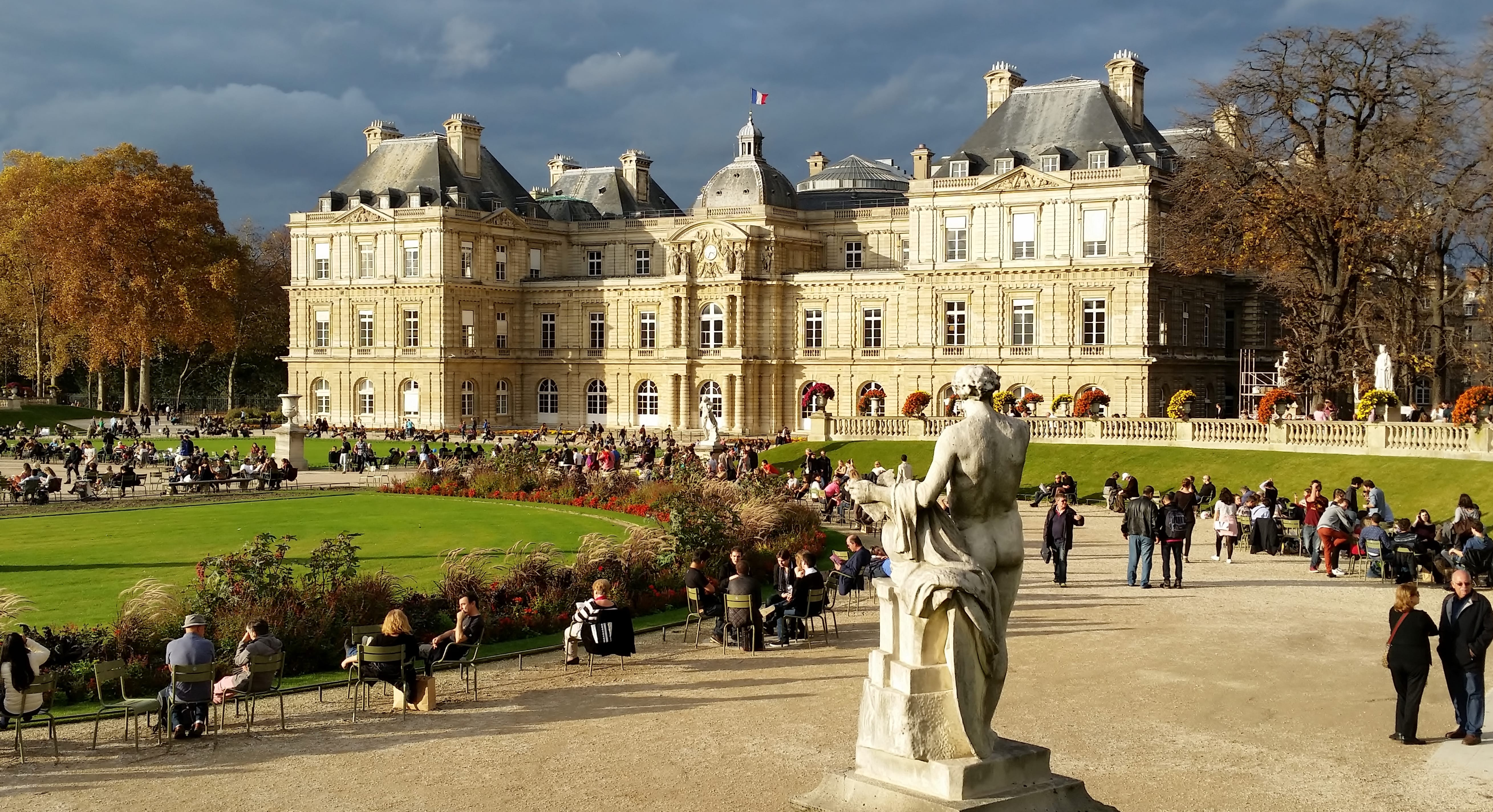
Jardin du Luxembourg et Palais du Luxembourg en arrière-plan (6e arr.).
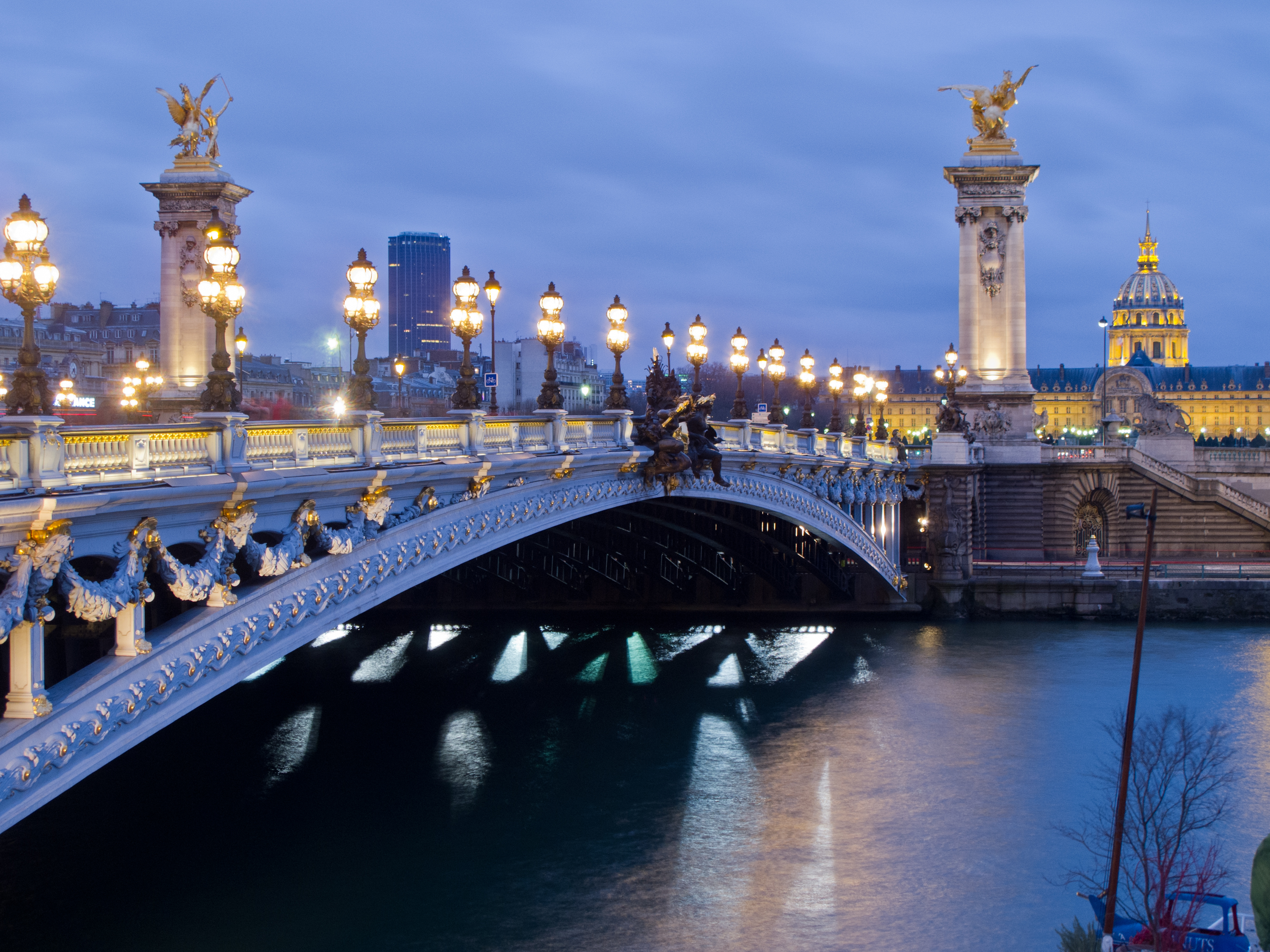
Pont Alexandre III (reliant les 7e et  8e arrondissements).

- Restaurant Maxim's
(8e arr.).
- Musée Jacquemart-André, « l'appartement de Gaston Lachaille » dans le film
(8e arr.).
- Ancien Palais des Glaces
(8e arr.).
- Parc Monceau
(8e arr.).

### Chansons du film
Lyrics d'Alan Jay Lerner et musique de Frederick Loewe :
1. Thank Heavens for Little Girls, interprétée par Maurice Chevalier,
2. It's a Bore, interprétée par Maurice Chevalier, Louis Jourdan, John Joseph Caldwell Abbott,
3. The Parisians, interprétée par Betty Wand (voix chantée de Leslie Caron),
4. Gossip, interprétée par des chœurs,
5. She Is Not Thinking of Me (Waltz at Maxim's), interprétée par Louis Jourdan,
6. The Night They Invented Champagne, interprétée par Betty Wand (voix chantée de Leslie Caron), Hermione Gingold, Louis Jourdan,
7. I Remember It Well, interprétée par Maurice Chevalier, Hermione Gingold,
8. Gaston's Soliloquy, interprétée par Louis Jourdan,
9. Gigi, interprétée par Louis Jourdan[4],
10. I'm Glad I'm Not Young Anymore, interprétée par Maurice Chevalier,
11. Say a Prayer for Me Tonight, interprétée par Betty Wand (voix chantée de Leslie Caron),
12. Thank Heavens for Little Girls, reprise par Maurice Chevalier et chœurs.

### BO
L'édition discographique diffère en nombre de titres et de l'ordre chronologie des chansons du film.
1958 : BO de Gigi, lyrics d'Alan Jay Lerner et musique de Frederick Loewe, MGM Studio Orchestra dirigé par André Previn, arrangements par Conrad Salinger, album original 33 tours 30 cm stéréo MGM Records, réédition CD RDM Édition (2010). Liste des titres :
1. Overture (instrumental),
2. Thank Heaven for Little Girls (Maurice Chevalier),
3. It's a Bore (Maurice Chevalier, Louis Jourdan),
4. The Parisians (Leslie Caron),
5. Waltz at Maxim's (instrumental),
6. The Night They Invented Champagne (Leslie Caron, Louis Jourdan, Hermione Gingold),
7. I Remember It Well (Maurice Chevalier, Hermione Gingold),
8. Say a Prayer for Me Tonight (Leslie Caron),
9. I'm Glad I'm Not Young Anymore (Maurice Chevalier),
10. Gigi (Louis Jourdan),
11. Finale (instrumental).

## Distinctions

### Récompenses
- États-Unis : Golden Globes 1958 :
  - Golden Globe du meilleur film musical ou de comédie,
  - Golden Globe du meilleur réalisateur à Vincente Minnelli,
  - Golden Globe de la meilleure actrice dans un second rôle à Hermione Gingold.
- États-Unis : Photoplay Awards 1958 : Médaille d'or.
- Italie :  David di Donatello 1959 : prix du meilleur film étranger.
- États-Unis : Directors Guild of America 1959 : prix de la meilleure réalisation à Vincente Minnelli et George Vieira (assistant direction).
- États-Unis : Grammy Awards 1959 : prix de la meilleure musique de film à André Previn.
- États-Unis : Laurel Awards 1959 :
  - Laurel d'or (2e place) de la meilleure photographie en couleurs à Joseph Ruttenberg,
  - Prix de la meilleure chanson pour Gigi, paroles d'Alan Jay Lerner et musique de Frederick Loewe, interprétée par Louis Jourdan,
  - Laurel d'or de la meilleure actrice dans un film musical à Leslie Caron,
  - Laurel d'or du meilleur acteur dans un film musical à Louis Jourdan,
  - Laurel d'or (3e place) du meilleur acteur dans un film musical à Maurice Chevalier.
- États-Unis : Oscars du cinéma 1959 :
  - Oscar du meilleur film pour le producteur Arthur Freed,
  - Oscar du meilleur réalisateur pour Vincente Minnelli,
  - Oscar du meilleur scénario adapté pour Alan Jay Lerner,
  - Oscar de la meilleure direction artistique pour William A. Horning, E. Preston Ames, Henry Grace, F. Keogh Gleason,
  - Oscar de la meilleure création de costumes pour Cecil Beaton,
  - Oscar de la meilleure photographie en couleurs pour Joseph Ruttenberg,
  - Oscar du meilleur montage pour Adrienne Fazan,
  - Oscar de la meilleure musique de film pour André Previn,
  - Oscar de la meilleure chanson originale pour Gigi, paroles d'Alan Jay Lerner et musique de Frederick Loewe, interprétée par Louis Jourdan.
- États-Unis : Writers Guild of America 1959 : Prix du meilleur scénario d'un film américain musical à Alan Jay Lerner.
- États-Unis : National Film Preservation Board 1991 : film conservé à la Bibliothèque du Congrès aux États-Unis (patrimoine national du film).
- États-Unis : Grammy Hall of Fame Award en 1998 pour la bande originale du film[5].

### Nominations
- États-Unis : Golden Globes 1958 :
  - Leslie Caron nommée pour le Golden Globe de la meilleure actrice dans un film musical ou une comédie,
  - Maurice Chevalier nommé pour le Golden Globe du meilleur acteur dans un film musical ou une comédie,
  - Louis Jourdan nommé pour le Golden Globe du meilleur acteur dans un film musical ou une comédie.
- États-Unis : Laurel Awards 1959 : Hermione Gingold nommée (4e place) pour le Laurel d'or de la meilleure actrice dans un film musical.
- Royaume-Uni : BAFTA Awards 1960 : Vincente Minnelli nommé pour le British Academy Film Award du meilleur film.

## Thèmes et contexte
Le projet est initié par l'actrice Leslie Caron qui propose le sujet aux studios de la MGM avec lesquels elle est presque en fin de contrat et alors sous-employée.
Le scénario de Vincente Minnelli est basé sur la nouvelle de Colette. Bénéficiant d'importants moyens, Minnelli réalise, en une suite de tableaux hauts en couleur, une reconstitution somptueuse et particulièrement soignée, voire idéalisée de la Belle Époque.
Les extérieurs sont, pour la plupart, tournés à Paris : dans les célèbres jardins des Tuileries et du Luxembourg, autour des Champs-Élysées et au bois de Boulogne pour l'essentiel.
La mise en scène est inspirée et brillante comme toujours chez cet artiste, à la fois peintre et cinéaste. L'interprétation est pleine d'assurance et, fait rarissime dans le cinéma hollywoodien, n'utilise que des artistes français pour incarner les personnages principaux.
Le film s'ouvre et s'achève sur la célèbre chanson de Maurice Chevalier vantant la séduction des « little girls ».